# Lyrurus
Lyrurus, česky tetřívek, je rod středně velkých bažantovitých ptáků ze skupiny tetřevů. Rod má pouze dva zástupce, a sice tetřívka obecného a tetřívka kavkazského. Zatímco tetřívek kavkazský je endemitem Kavkazu, tetřívek obecný je rozšířen v severní Asii a Evropě včetně Česka.
Ptáci mají tmavé opeření s výraznými rudými pouškami (kožními zduřeninami nad očima), které jsou výrazné pouze u kohoutů. Nohy jsou opeřené, prsty holé.

## Taxonomie
Rod Lyrurus vytvořil v roce 1832 anglický přírodovědec William John Swainson, který určil tetřívka obecného za typový druh. Název rodu je odvozen ze starořeckého lura („lyra“) a -ouros čili „ocasatý“.

### Seznam druhů
Do rodu Lyrurus se řadí pouze následující 2 druhy:
| Obrázek | Vědecké jméno         | Běžné jméno        | Rozšíření |
| ------- | --------------------- | ------------------ | --- |
|         | Lyrurus tetrix        | Tetřívek obecný    | Evropa (hlavně Alpy), Velká Británie kromě Irska a od Skandinávie, Estonska a Česka po východní Rusko a Kazachstán, Mongolsko a Čínu |
|         | Lyrurus mlokosiewiczi | Tetřívek kavkazský | Kavkaz |